# Ононск
Ононск — село в Оловяннинском районе Забайкальского края России. Административный центр сельского поселения «Ононское». Основано в 1930 году.

## География
Село находится в западной части района, на левом берегу реки Онон, на расстоянии примерно 3 км (по прямой) к северу от посёлка городского типа Оловянная, административного центра района. Абсолютная высота — 581 м над уровнем моря.
Климат
Климат характеризуется как резко континентальный, с большими колебаниями средних температур зимних и летних месяцев, а также резкими колебаниями температур в течение одних суток. Среднегодовая температура воздуха составляет −1,4 °С. Абсолютный максимум температуры воздуха — 39,2 °С; абсолютный минимум — −45,5 °С. Среднегодовое количество осадков — 342 мм.
Часовой пояс
Село Ононск, как и весь Забайкальский край, находится в часовой зоне МСК+6. Смещение применяемого времени относительно UTC составляет +9:00.

## Население
| 2010 | 2021 |
| ---- | ---- |
| 635  | ↘529 |

Половой состав
По данным Всероссийской переписи населения 2010 года, в гендерной структуре населения мужчины составляли 47,9 %, женщины — соответственно 52,1 %.
Национальный состав
Согласно результатам переписи 2002 года, в национальной структуре населения русские составляли 85 % из 705 чел.

## Улицы
| - ул. Кирпичная, - ул. Молодёжная, - ул. Набережная, - ул. Нагорная, - ул. Новая, | - ул. Почтовая, - ул. Садовая, - ул. Строительная, - ул. Центральная, - ул. Школьная. |